# Deepika Padukone
Deepika Padukone (Copenhague, 5 de janeiro de 1986) é uma atriz, produtora e modelo indiana. Vencedora de três Filmfare Awards, Deepika é uma das atrizes mais bem pagas da Índia. Ela apareceu em diversas listas ao longo da sua carreira, dentre elas a da revista Time, em 2018, como uma das 100 pessoas mais influentes do mundo.

## Biografia
Deepika Padukone nasceu em Compenhague, Dinamarca, em 5 de Janeiro de 1986. Quando ainda tinha apenas um ano de idade, sua família se mudou para Bangalore, no Sul da Índia. Seu pai, Prakash Padukone, jogava badminton e era internacionalmente aclamado. Sua mãe era agente de viagens e ela possui uma irmã jogadora de golfe. Seu avô paterno, Ramesh, era secretário da Mysore Badminton Association.
Deepika estudou na Sophia High School de Bangalore e completou seus estudos no Mount Carmel College. Após, ela se matriculou na Indira Gandhi National Open University para obter um diploma de bacharel em sociologia, mas por fim desistiu devido a conflitos de horário com sua carreira de modelo.
Deepika se considerava uma criança tímida e por isso na sua infância não teve muitos amigos. Tendo o pai como inspiração, ela cresceu trilhando os caminhos dele ao se dedicar ao badminton. Ela se via como uma pessoa competitiva.  Além do badminton, Deepika também jogou beisebol, chegando a ganhar campeonato representando seu Estado. Entre os estudos e o badminton, ela trabalhou como modelo infantil, aparecendo pela primeira vez em algumas campanhas publicitárias aos oito anos de idade. Ainda no Ensino Médio, ela mudou o foco e decidiu se tornar modelo. Então, em 2004, ela começou uma carreira em tempo integral como modelo sob a tutela de Prasad Bidapa, um estilista indiano.
Com frequência, Deepika visita sua família em Bangalore. Atualmente, a atriz vive em Mumbai. Praticante do Hinduísmo, Deepika considera a religião um aspecto importante de sua vida e faz visitas constantes a templos e outros santuários religiosos. Enquanto filmava Bachna Ae Haseeno em 2008, Deepika começou um relacionamento romântico com a co-estrela do filme, Ranbir Kapoor.  Ela falou abertamente sobre o relacionamento e chegou a exibir uma tatuagem com as iniciais dele na nuca.  A mídia indiana especulou sobre um noivado e relatou que isso ocorreu em novembro de 2008, embora Padukone tenha declarado que ela não possuía planos de se casar dentro dos cinco anos seguintes. O casal se separou em 2009. Ela confessou em uma entrevista que se sentiu traída por um longo tempo. Em uma entrevista de 2010, Padukone o acusou de infidelidade, e Ranbir admitiu o fato. Eles reconciliaram a amizade enquanto trabalharam juntos em Yeh Jawaani Hai Deewani.
Deepika ficou reticente em discutir sua vida pessoal depois disso. Entretanto, em 2017, ela falou afetuosamente de seu relacionamento com seu colega de elenco Ranveer Singh, com quem ela começou uma relação em 2012. Em novembro de 2018, o casal se casou em cerimônias tradicionais Konkani e Sindhi no Lago Como, na Itália.
Em 2012, a mídia brasileira considerou Deepika a sósia indiana da atriz Juliana Paes.
Além de atuar, Deepika escreveu colunas de opinião e se envolveu com revistas femininas de saúde e bem-estar. Ela também apoiou organizações de caridade e se apresentou em eventos. Em 2009, ela foi contratada pela Hindustan Times para escrever colunas semanais para sua seção de estilo de vida. Por meio dessas colunas, ela interagiu com seus fãs e passou detalhes de sua vida pessoal e profissional. Nesse ano, ela participou da maratona Mundo 10K Bangalore para levantar fundos em apoio a 81 organizações não governamentais. Em 2010, Deepika adotou a aldeia Maharashtrian de Ambegaon como parte da campanha Greenathon da NDTV, para fornecer à aldeia um fornecimento regular de eletricidade. Ela visitou os jawans indianos (tropas) em Jammu, para um episódio especial do Dia da Independência do reality show Jai Jawaan da NDTV.
Deepika participou da cerimônia de abertura da terceira temporada da Premier League Indiana no DY Patil Stadium em Navi Mumbai. Três anos depois, ela se apresentou ao lado de Shah Rukh Khan, Katrina Kaif e Pitbull para a sexta edição da Premier League Indiana. Em 2014, ela participou de uma turnê pela América do Norte, intitulada "SLAM! The Tour", na qual ela se apresentou ao lado dos companheiros do filme Happy New Year. Deepika também esteve envolvida com a equipe Olympic Gold Quest, criada por seu pai e Geet Sethi para apoiar os atletas indianos nos Jogos Olímpicos, junto com personalidades do esporte como Leander Paes e Viswanathan Anand e vários outros atores. Em 2013, ela lançou sua própria linha de roupas para mulheres, em associação com a Van Heusen. Dois anos depois, Deepika colaborou com o portal de moda Myntra para lançar outra linha sob sua marca "All About You".  Em 2019, ela foi nomeada presidente da Mumbai Academy of the Moving Image. Por meio de sua própria empresa, Ka Enterprises, Padukone investiu na Drum Foods International, uma empresa de produtos de grande consumo e na Blu Smart, uma startup de táxi elétrico.
Deepika sempre falou abertamente sobre assuntos a respeito do feminismo. Em uma entrevista de 2015, Deepika também falou sobre sua experiência pessoal de superar a depressão e, em outubro daquele ano, ela formou uma fundação para criar consciência sobre saúde mental na Índia, chamada The Live Love Laugh Foundation. No ano seguinte, ela lançou uma campanha chamada More Than Just Sad para ajudar os médicos gerais no tratamento de pacientes que sofrem de depressão ou ansiedade. Também em 2016, a fundação se uniu ao Facebook e à AASRA organização para lançar ferramentas multilíngues e recursos educacionais no site da rede do Facebook para apoiar pessoas com tendências suicidas. Deepika se tornou a embaixadora da marca para a ONG Indian Psychiatric Society e no primeiro aniversário de sua fundação, as duas organizações colaboraram para lançar a campanha de vídeo e pôster #DobaraPoocho (tradução literal: Pergunte Outra Vez) dedicada às vítimas e sobreviventes da depressão. O Fórum Econômico Mundial a presenteou com o Prêmio Cristal em 2020 por criar consciência sobre saúde mental.
Em 2020, Deepika participou de um protesto para estudantes que foram brutalizados durante o Ataque JNU de 2020 devido aos seus protestos contra a Lei de Emenda da Cidadania. Como o fato ocorreu um pouco antes do lançamento de seu filme intitulado Chhapaak, membros do partido governante Bharatiya Janata que criticaram sua decisão pediram que as pessoas o boicotassem. Muitos outros a elogiaram por se levantar contra a repressão aos alunos, já que os atores do alto escalão de Bollywood evitam fazer declarações políticas temendo reações e consequências em seu filme.
Após o sucesso dos filmes Cocktail, Yeh Jawaani Hai Deewani e Chennai Express, várias publicações na mídia começaram a creditá-la como a atriz contemporânea de maior sucesso na Índia. A India Today a incluiu entre as 50 pessoas mais poderosas do país em 2017 e 2019.  A edição global da Forbes a classificou como a décima atriz mais bem paga do mundo em 2016 e em 2018, a revista a classificou como a celebridade mulher mais lucrativa da Índia. De 2014 a 2016 e em 2018, ela foi a mulher com a melhor classificação na edição indiana do "Celebrity 100" na lista da Forbes, chegando à quarta posição em 2018, com um ganho anual estimado em dezesseis milhões de dólares. Também em 2018, a revista Time nomeou Padukone como uma das 100 pessoas mais influentes no mundo, a revista Variety apresentou-a em sua lista das 50 mulheres mais impactantes do mundo, e a empresa de pesquisa de mercado YouGov a nomeou a décima terceira mulher mais admirada do mundo.

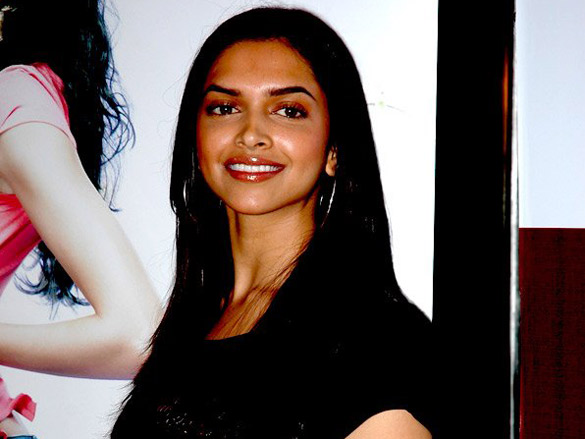
Deepika Padukone em 2007

A atriz ocupa uma posição elevada em várias listas das celebridades indianas mais atraentes. Em 2008, ela ficou no topo da lista "Hot 100" da revista indiana Indian Maxim e, em 2012, ela foi nomeada "A Mulher Mais Bonita da Índia" pela edição indiana da revista People. Deepika tem aparecido com frequência na lista do The Times of India como "A Mulher Mais Desejável", ocupando o topo da lista em 2012 e 2013. Em 2010 e 2014, ela foi nomeada a "A Mulher Mais Sexy do Mundo" pela edição indiana da FHM. Ela também foi escolhida pela Eastern Eye como a " A Mulher Asiática Mais Sexy" em 2016 e 2018. Em 2020, Deepika integrou o segundo lugar da lista do site americano Top Beauty World como "A Mulher Mais Bonita do Mundo".
Deepika é embaixadora ativa de várias marcas e produtos, incluindo Tissot, Maybelline, Coca-Cola, L'Oreal Paris, Sony, Nescafé, Levi's entre outras. Em 2014, Business Standard informou que Deepika ganhou ₹ 50 milhões (US$ 700.000) a ₹ 60 milhões (US$ 840.000) por contrato de patrocínio e a TAM AdEX, empresa que mede a audiência da TV, nomeou Deepika como a face mais visível na televisão na Índia naquele ano. Duff & Phelps, uma empresa de consultoria financeira, estimou o valor de sua marca em US$ 102,5 milhões, em 2018, o segundo maior valor entre as celebridades indianas. Em 2020, ela se tornou a primeira atriz indiana a fazer campanha para a empresa de moda Louis Vuitton. Nesse mesmo ano, Deepika foi criticada por um vídeo no Tik Tok voltado para promover seu filme Chhapaak, no qual ela pedia aos usuários que recriassem a face atacada por ácido do filme, algo que foi considerado "insensível" e "desrespeitoso" com as vítimas de ataques com ácido na vida real. Mais tarde naquele ano, Deepika estava entre vários atores de Bollywood que foram chamados para postar mensagens no Instagram mostrando solidariedade com o movimento Black Lives Matter, algo que foi apontado como hipocrisia devido ao seu trabalho anterior anunciando produtos clareadores de pele que perpetuam a pele clara como a mais atraente.
Deepika possui uma conta no Twitter desde 2010, sendo a mulher asiática mais seguida nessa rede social. Em 2013, lançou uma página oficial no Facebook. Em 2020, ela se tornou a terceira mulher mais seguida do Instagram na Índia.

## Carreira
Ainda cursando o Ensino Médio, Deepika decidiu se tornar modelo e começou a estudar na área em 2004 sob a tutela de Prasad Bidapa, um estilista indiano. No mesmo ano ela apareceu em diversos comerciais, entre eles, uma famosa marca de sabonete indiana chamada Liril.
No ano de 2005, foi quando de fato ela fez sua estreia na passarela, na Lakme Fashion Week para o estilista Suneet Varma e ganhou o prêmio de Modelo do Ano no Kingfisher Fashion Awards. A fama da Deepika aumentou quando ela apareceu em uma campanha impressa altamente popular na Índia para o Calendário do Kingfisher de 2006. Aos 21 anos, ela se mudou para Mumbai e ficou hospedada na casa da sua tia. Naquele ano, ela ganhou um reconhecimento maior ao aparecer no videoclipe da música "Naam Hai Tera" do cantor Himesh Reshammiya.
Não demorou muito e Deepika começou a receber convites para atuar no cinema. Acreditando ser muito inexperiente como atriz, ela se matriculou em um curso na academia de cinema do ator Anupam Kher. Após muita especulação da mídia, a diretora Farah Khan, que a notou no videoclipe do Himesh Reshammiya, tomou a decisão de escalá-la para um papel no filme Happy New Year (o longa foi lançado anos depois com ela no papel principal). Farah Khan estava procurando uma modelo para estrelar seu filme e entrou em contato com Malaika Arora, uma atriz, modelo e apresentadora indiana. Wendell Rodricks, para quem Deepika tinha modelado por cerca de dois anos, recomendou-a a Arora, uma amiga próxima dele, que por sua vez a recomendou a Farah Khan. Wendell foi quem inscreveu Deepika na Agência Matrix após vê-la em uma aula de joalheria na qual ele lecionava.
Deepika anunciou em 2006 que faria sua estreia no cinema com Aishwarya, um filme Kannada dirigido por Indrajit Lankesh. A comédia romântica foi um remake do filme em telugo Manmadhudu, e ela foi escalada para o papel principal ao lado do ator Upendra. O filme foi um sucesso comercial. No final de 2006, o filme Happy New Year de Farah Khan foi arquivado, e em 2007 Farah escolheu Deepika para o melodrama intitulado Om Shanti Om. Sua estreia em Bolywood foi ao lado do ator indiano consagrado Shah Rukh Khan e Deepika interpretou duas personagens, uma atriz da década de 1970 e, mais tarde, uma aspirante a atriz. Em preparação para seu papel, Deepika assistiu a vários filmes das atrizes Helen e Hema Malini para estudar linguagem corporal. Sua voz foi dublada pela dubladora indiana Mona Ghosh Shetty. Para uma das canções do filme, "Dhoom Taana", Deepika recorreu à dança clássica indiana. Om Shanti Om foi um sucesso comercial e emergiu como o filme de maior bilheteria do ano, com uma receita global de US$ 21 milhões. Deepika ganhou seu primeiro Filmfare Awards de Melhor Estreia Feminina e recebeu sua primeira indicação também no Filmfare Awards na categoria Melhor Atriz.
Após isso, em 2008, Deepika interpretou o papel de um dos interesses amorosos da estrela Ranbir Kapoor na comédia romântica de Bachna Ae Haseeno. O filme foi um sucesso financeiro.

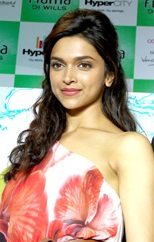
Deepika em 2012

Seu primeiro lançamento de 2009 foi ao lado de Akshay Kumar na comédia Chandni Chowk to China, no qual ela interpretou dois papéis ao dar vida as irmãs gêmeas de descendência indiana e chinesa. Produzido pela Warner Bros., teve um dos maiores lançamentos internacionais dados a um filme indiano. Deepika aprendeu Jiu Jitsu e realizou suas próprias acrobacias. Apesar de toda a publicidade feita para o filme, Chandni Chowk to China foi um fracasso financeiro, não conseguindo recuperar o seu orçamento de US$ 11 milhões. Depois de uma pequena participação na canção chamada "Love Mera Hit Hit" no longa Billu, ela apareceu ao lado Saif Ali Khan no drama romântico Love Aaj Kal, do roteirista e diretor Imtiaz Ali. O filme documentou a mudança de valor das relações entre os jovens. Com uma receita bruta mundial de US$ 17 milhões, Love Aaj Kal conseguiu ser o terceiro filme de maior bilheteria de 2009. Na 55º Premiação Filmfare, Deepika recebeu uma indicação de Melhor Atriz.
Deepika estreou cinco filmes em 2010. Seu primeiro papel foi no thriller psicológico Karthik Calling Karthik, onde ela atuou junto com o ator Farhan Akhtar. Comercialmente, o filme teve um desempenho ruim. Seu filme mais lucrativo financeiramente naquele ano foi o filme de comédia Housefull, no qual ela participou ao lado de um elenco encabeçado por Akshay Kumar. O terceiro longa, o drama Lafangey Parindey estrelou Deepika como uma garota cega determinada a vencer uma competição de patinação. Na preparação, ela observou as interações de pessoas cegas e ensaiou cenas com os olhos vendados. Após, atuou ao lado de Imran Khan na comédia romântica Break Ke Baad. O último lançamento de Deepika em 2010 foi o filme de época Khelein Hum Jee Jaan Sey, contracenando com Abhishek Bachchan. Baseado no livro Do and Die, o filme é uma releitura da invasão do arsenal de 1930 em Chittagong. Deepika disse que não conseguiu pesquisar sobre sua personagem, pois havia muito pouca informação sobre ela e confiou na orientação do diretor. O filme não teve um bom desempenho comercial.
Deepika começou 2011 estrelando uma música do filme Dum Dum Maaro. O conteúdo sexual da música atraiu polêmica, incluindo um processo judicial por indecência. Então, ela atuou no drama sociopolítico intitulado Aarakshan, que tratou de ações afirmativas baseadas em castas na Índia. O filme fracassou nas bilheterias. Sua última aparição naquele ano foi na comédia dramática de Rohit Dhawan, Desi Boyz, ao lado de Akshay Kumar, John Abraham e Chitrangada Singh, um papel que falhou em impulsionar sua carreira.
Deepika disse que seu papel principal na comédia romântica intitulada Cocktail, de 2012, marcou uma virada significativa em sua carreira. Retratar uma garota impulsiva e festeira foi um desafio criativo e físico para ela, e para atingir os requisitos físicos de seu personagem, ela se exercitou extensivamente e seguiu uma dieta rigorosa. Cocktail rendeu a Deepika indicações de Melhor Atriz em várias cerimônias de premiação, incluindo Filmfare, Screen e IIFA. O filme também provou ser um sucesso de bilheteria.

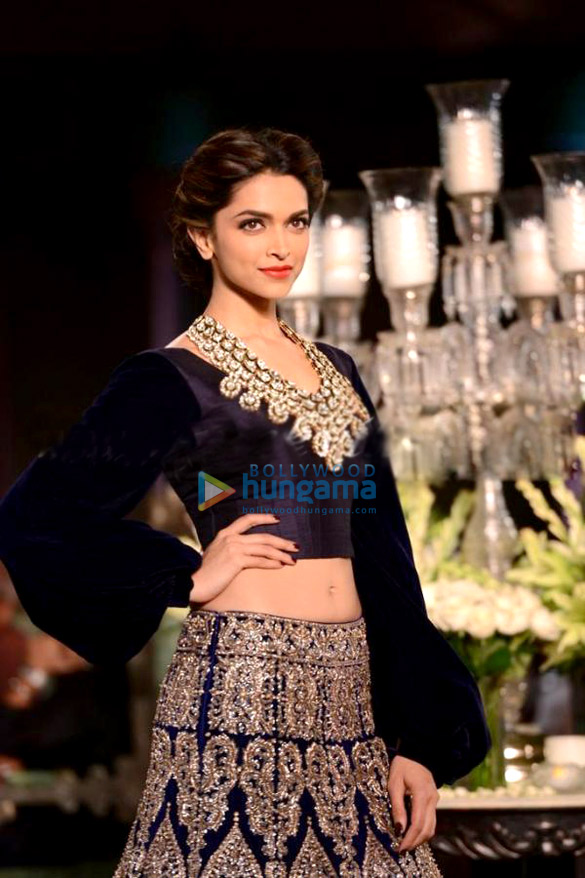
Deepika desfilando na PCJ Delhi Couture Week em 2013

Em 2013, Deepika se estabeleceu como uma atriz de ponta do cinema hindi, atuando em quatro das produções de maior bilheteria do ano. Ela colaborou com Saif Ali Khan pela quarta vez no longa Race 2, um thriller de ação em conjunto que serviu como uma sequência de Race de 2008. Apesar de muitas criticas negativas, arrecadou um sucesso mundial US$ 23 milhões. Ela fez uma participação na música "Apna Bombay Talkies" do filme Bombay Talkies. A comédia romântica Yeh Jawaani Hai Deewani foi o filme seguinte dela. Co-estrelando ao lado de Ranbir Kapoor, ela foi escalada como Naina Talwar, uma menina tímida, o que marcou um afastamento dos personagens glamorosos que ela tinha uma reputação de interpretar. O filme emergiu como um grande sucesso comercial. Sua próxima aparição foi ao lado de Shah Rukh Khan em Chennai Express. A opinião crítica sobre seu sotaque tâmil foi mista, mas seu desempenho recebeu elogios. Chennai Express ganhou mais de US$ 55 milhões para emergir como um dos filmes indianos de maior bilheteria. Deepika atuou em seguida ao lado de Ranveer Singh em Goliyon Ki Raasleela Ram-Leela, uma adaptação da tragédia shakespeariana de Romeu e Julieta do diretor Sanjay Leela Bhansali. Seu papel foi Leela, uma garota Gujarati baseada na personagem de Julieta. Inicialmente intitulado Ram-Leela, o título do filme foi alterado depois que um processo judicial foi registrado contra Bhansali, Deepika e Ranveer por "ofender os sentimentos religiosos" da comunidade hindu ao exibir sexo e violência sob um título que se referia ao vida de Rama. Goliyon Ki Raasleela Ram-Leela foi lançado entre protestos em vários estados da Índia, mas foi bem recebido pelos críticos. Suas atuações em Chennai Express e Goliyon Ki Raasleela Ram-Leela lhe garantiram vários prêmios,  incluindo o Screen Award de Melhor Atriz para ambos os filmes e o Filmfare Awards de Melhor Atriz pelo último.
Em 2014, Padukone atuou ao lado de Rajinikanth no filme Tamil Kochadaiiyaan, um drama de época rodado com tecnologia de captura de movimento. Ela recebeu US$ 420.000 por dois dias de trabalho no mesmo. Na elogiada sátira Finding Fanny de Homi Adajania, Deepika estrelou ao lado de Arjun Kapoor, Naseeruddin Shah, Dimple Kapadia e Pankaj Kapur. O filme foi exibido no 19º Festival Internacional de Cinema de Busan. Mais tarde naquele ano, ela estrelou ao lado de Shah Rukh Khan pela terceira vez na reformulação do longa Happy New Year de Farah Khan. O filme se tornou um de seus mais bem-sucedidos, arrecadando mais de US$ 48 milhões em todo o mundo.
Em 2015, após uma aparição no curtametragem de Homi Adajania sobre feminismo, intitulado My Choice, Deepika atuou ao lado do astro Amitabh Bachchan na comédia dramática Piku. Ela se sentiu atraída pela representação de um vínculo realista entre pai e filha, que ela considerava raro no cinema hindi. As críticas ao filme foram positivas. Com uma receita bruta mundial de mais de US$ 20 milhões, Piku foi um sucesso de bilheteria e rendeu a Deepika vários prêmios, incluindo o segundo prêmio de Melhor Atriz no Filmfare Awards e no Screen Award. Mais tarde, Deepika compartilhou a tela com Rabir Kapoor pela terceira vez no filme de Imtiaz Ali, Tamasha. O longa teve um fraco retorno financeiro. Em seu último lançamento nesse ano, Deepika se reuniu com Sanjay Leela Bhansali e Ranveer Singh em Bajirao Mastani, um drama histórico sobre um trágico caso extraconjugal. A atriz Priyanka Chopra também integrou o elenco do filme. Para interpretar a princesa guerreira Mastani, Deepika aprendeu a lutar com espadas, andar a cavalo e a forma de arte marcial kalaripayattu. Com uma receita de mais de US$ 49 milhões, Bajirao Mastani provou ser o quarto filme de Bollywood de maior bilheteria do ano. O filme foi exibido no Festival Internacional de Cinema da Índia. No 61º Filmfare Awards, Bajirao Mastani foi eleito o melhor filme e Deepika recebeu sua segunda indicação de melhor atriz naquele ano.
Em 2017, Deepika estrelou o filme de ação Triplo X: Reativado, no qual interpretou o papel feminino principal ao lado de Vin Diesel, marcando seu primeiro projeto em Hollywood.  A recepção crítica do filme foi mista. O filme arrecadou mais de US$ 345 milhões em todo o mundo, a maior parte proveniente da bilheteria chinesa. Deepika recebeu três indicações no Teen Choice Awards. Seu último trabalho nesse ano foi um número musical no drama romântico Raabta.

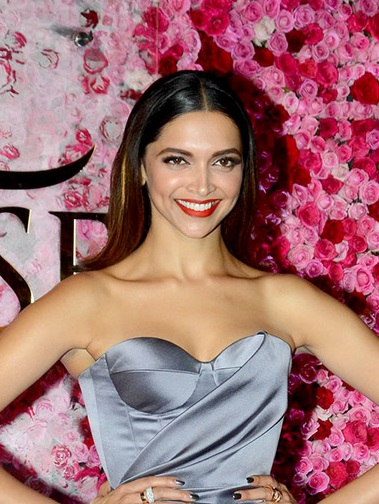
Deepika no Lux Awards em 2016

Em 2018, Deepika interpretou Rani Padmavati, uma rainha rajput, no drama de época Padmaavat. A produção marcou sua terceira colaboração com Sanjay Leela Bhansali e Ranveer Singh. Ela foi desafiada pela necessidade de transmitir a coragem de sua personagem através do silêncio e o considerou o papel mais emocionalmente exaustivo de sua carreira. Deepika leu livros de história sobre a época e pesquisou as várias representações históricas de Padmavati. Grupos hindus de direita especularam que o filme retratava uma ligação romântica entre a personagem dela e do ator Ranveer Singh. Ocorreram protestos violentos por isso e foi ofertada uma recompensa para decapitar Padukone e Bhansali. Após um adiamento no lançamento, o filme foi liberado para exibição após várias modificações serem feitas nele. Com um orçamento estimado de US$ 28 milhões, Padmaavat é um dos filmes Hindi mais caros, e com ganhos de US$ 76 milhões, é de maior bilheteria de Deepika e um dos maiores grossers do cinema indiano. Ela recebeu por ele outra indicação de Melhor Atriz no Filmfare.
Após o sucesso de Padmaavat, Deepika tirou uma folga do trabalho para se concentrar em sua casa e família. Em 2018, ela formou sua própria empresa, chamada Ka Productions. Seu primeiro empreendimento da produtora veio em 2020 com o longa chamado Chhapaak, um drama de Meghna Gulzar, no qual ela estrelou interpretando uma sobrevivente de ataque de ácido (baseado na história real de Laxmi Agarwal). Ela achou cansativo filmar em calor extremo usando maquiagem protética no rosto, e considerou-o o papel mais desafiador fisicamente de sua carreira. Entretanto, o filme não teve um bom desempenho comercial.

## Filmografia
| † | Sinaliza filmes que ainda não foram lançados |

| Ano  | Título                         | Personagem                    | Observação                                            |
| ---- | ------------------------------ | ----------------------------- | ----------------------------------------------------- |
| 2006 | Aishwarya                      | Aishwarya                     | Filme de Língua Kannada                               |
| 2007 | Om Shanti Om                   | Shantipriya/Sandhya           |                                                       |
| 2008 | Bachna Ae Haseeno              | Gayatri                       |                                                       |
| 2009 | Chandni Chowk to China         | Sakhi/Suzy                    |                                                       |
| 2009 | Billu                          | Ela mesma                     | Participação Especial na Música "Love Mera Hit Hit"   |
| 2009 | Love Aaj Kal                   | Meera Pandit                  |                                                       |
| 2009 | Main Aurr Mrs Khanna           | Raina Khan                    | Participação Especial                                 |
| 2010 | Karthik Calling Karthik        | Shonali Mukherjee             |                                                       |
| 2010 | Housefull                      | Saundarya Rao (Sandy)         |                                                       |
| 2010 | Lafangey Parindey              | Pinky Palkar                  |                                                       |
| 2010 | Break Ke Baad                  | Aaliya Khan                   |                                                       |
| 2010 | Khelein Hum Jee Jaan Sey       | Kalpana Datta                 |                                                       |
| 2011 | Dum Maaro Dum                  | -                             | Participação Especial na Música "Dum Maaro Dum"       |
| 2011 | Aarakshan                      | Poorbi Anand                  |                                                       |
| 2011 | Desi Boyz                      | Radhika Awasthi               |                                                       |
| 2012 | Cocktail                       | Veronica Malaney              |                                                       |
| 2013 | Race 2                         | Elena                         |                                                       |
| 2013 | Bombay Talkies                 | Ela mesma                     | Participação Especial na Música "Apna Bombay Talkies" |
| 2013 | Yeh Jawaani Hai Deewani        | Naina Talwar                  |                                                       |
| 2013 | Chennai Express                | Meenalochini Azhagu Sundaram  |                                                       |
| 2013 | Goliyon Ki Raasleela Ram-Leela | Leela                         |                                                       |
| 2014 | Kochadaiiyaan                  | Vadhana Devi                  |                                                       |
| 2014 | Finding Fanny Fernandes        | Angelina 'Angie' Eucharistica |                                                       |
| 2014 | Happy New Year                 | Mohini                        |                                                       |
| 2015 | My Choice                      | Ela mesma                     | Curtametragem                                         |
| 2015 | Piku                           | Piku                          |                                                       |
| 2015 | Tamasha                        | Tara Maheshwari               |                                                       |
| 2015 | Bajirao Mastani                | Mastani                       |                                                       |
| 2017 | Triplo X: Reativado            | Serena Unger                  | Filme Americano                                       |
| 2017 | Raabta                         | -                             | Participação Especial na Música "Raabta"              |
| 2018 | Padmaavat                      | Rani Padmavati                |                                                       |
| 2018 | Zero                           | Ela mesma                     | Participação Especial                                 |
| 2020 | Chhapaak                       | Laxmi Agarwal                 | Também Produtora                                      |
| 2021 | 83 †                           | Romi Bhatia                   | Também Produtora                                      |
| 2021 | Filme Sem Título Definido †    | Aguardando Divulgação         | Filmado                                               |
| 2021 | Pathan †                       | Aguardando Divulgação         | Filmando                                              |